# Tarzymiechy Pierwsze
Tarzymiechy Pierwsze – wieś w Polsce położona w województwie lubelskim, w powiecie krasnostawskim, w gminie Izbica.
Najstarsza pisana wiadomość o miejscowości pochodzi z 1419 roku i dotyczy zatwierdzenia nadania króla Władysława Jagiełły dla kościoła parafialnego w Krasnymstawie przez biskupa chełmskiego Jana Biskupca.
W latach 1975–1998 miejscowość administracyjnie należała do województwa zamojskiego.
Wieś stanowi sołectwo gminy Izbica.
Wierni Kościoła rzymskokatolickiego należą do parafii Wniebowzięcia Najświętszej Maryi Panny w Starym Zamościu.

## Historia
Wieś po raz pierwszy wymieniana w 1419 roku jako „Tharszmechi”. W XV i XVI stuleciu była gniazdem szlacheckiego rodu Tarzymieskich, choć już w 1505 r. jej
część należała do Zamoyskich. W następnych dziesięcioleciach stan posiadania Tarzymieskich kurczy się, zaś przybywa części należących do innych rodów. W 1578
było tu 5 działów: Bartłomieja i Jana Tarzymieskich (3 łany = 50, 4 ha), Marcelina i Stanisława Sarnickich (także 3 łany) oraz część Zamoyskich (1, 5 łana = 25, 2 ha). Od XVIII wieku należała do rodziny Mrozowickich herbu Prus III, w 1822 roku Ignacy Mrozowicki, starościc stęgwilski, wymienił Tarzymiechy, których wartość była wówczas oszacowana na kwotę 131 562 zł, na Podemszczyznę w powiecie lubaczowskim, z Elżbietą Feliksą Bełżecką herbu Jastrzębiec, która poślubiła w następnym roku Hipolita Józefa Augustyna Estkę herbu Estken. Hipolit Estko, w 1840 roku, założył w Tarzymiechach jedną z pierwszych cukrowni na terenie Lubelszczyzny.
W 1827 r. wieś liczyła 105 domów i 618 mieszkańców. Natomiast spis z r. 1921 (wówczas w powiecie krasnostawskim) wykazywał 127 domów oraz 781 mieszkańców, w tym 2 Żydów.

## Zabytki
- Zachowane pozostałości z dawnych murowanych, neogotyckich zabudowań dworskich z połowy XIX w. (spichlerz i obora).